# Simon Söfelde
Simon Söfelde född 23 november 1988 i Göteborg är en svensk tonsättare och musiker, verksam inom både konstmusik och populärmusik.

## Biografi
Söfelde studerade komposition vid Gotlands Tonsättarskola och Musikhögskolan i Malmö, för lärare som Luca Francesconi, Bent Sørensen, Rolf Martinsson och Hans Gefors. Han studerade även vid Universität für Musik und Darstellende Kunst i Wien för Detlev Müller-Siemens.

## Karriär
Söfeldes produktion spänner över olika genrer, från kammarmusik till filmmusik och hans verk har framförts både nationellt och internationellt av bland annat  Brussels Philharmonic, Malmö SymfoniOrkester, Ensemble mise-en, Norrköpings Symfoniorkester och Helsingborgs Symfoniorkester Han har även en omfattande verksamhet som arrangör, producent och kapellmästare, med samarbeten med artister som Albin Lee Meldau, Arvid Nero och Elin Ruth Sigvardsson. 
Som musiker har han verkat på flera större internationella scener som Tiny Desk, SXSW, Bonaroo Music and Arts, Brooklyn Steel, O2 Arena, Reeperbahnfestivalen, och Roskildefestivalen. I Sverige har han uppträtt på Gröna Lund, Liseberg och Malmöfestivalens stora scen, Tele2 Arena och Scandinavium. Han har flera gånger uppträtt i tv-program som Nyhetsmorgon, Go' kväll, Inas Nacht och BBC.

## Verkförteckning (urval)

### Orkesterverk
- Minnenas Skeende (2019) för symfoniorkester[7]
- Åtta gester (2018) för blåsorkester
- Fugato[12] (2015) för symfoniorkester (reviderad 2017[13], 2019, 2020)
- Six Movements for Orchestra (2014) för Symfoniorkester
- Slitningar (2014) för stråkorkester
- Overture (2012) för symfoniorkester
- Blåsorkestserstycke (2009)

### Kammarmusik
- Gycklarmusik 17 (Passacaglia) (2022) för violin och piano
- Gycklarmusik 15 (Joker Music) (2021) för viola da gamba
- Fanfar (2018) för ensemble
- Gycklarmusik 16 (Joker Music) (2018) för stråkkvartett
- Korrespondenser (Correspondances) (2018) för stråkkvartett och piano
- Lika (2018), för gitarr och dragspel[14]
- Gycklarmusik 11-14 (Joker Music) (2017) för flöjt
- Gycklarmusik 10 (Joker Music) (2016) för gitarr
- Gycklarmusik 5-9 (Joker Music) (2015) för flöjt, klarinett, harpa, vibrafon och piano
- Gycklarmusik 1-4 (Joker Music) (2014) för soloviolin
- Slitningar (2014) för stråkkvartett eller stråkorkester
- Vändpunkter (Turning Points) (2014) för ensemble, fritt efter Robert Azars dikt med samma namn.
- Kreutzer Variations (2011) för stråkkvartett eller stråkorkester
- Slitningar (2014) för stråkkvartett eller stråkorkester
- Trio for Bassoon, Violin and Piano (2012)
- Trio for Clarinet in Bb, Violoncello and Piano (2012)

### Instrumentalverk
- Morendo[15][16] (2015) för piano
- Fantasia for Flute (2011) för soloflöjt
- Piece for Guitar (2010)
- Pianosvit (2010)

### Vokalmusik
- Madrigalerna (2025) för lyrisk sopran och piano med text av Karl Appelgren
- Transatlantic poems (2020) för 2 sopraner och mezzo a cappella
- Appelgrensånger (2014) för sopran, klarinett, trombon, violin och piano. Text Karl Appelgren.
- Staden (2012) för blandad kör
- Missa Brevis för blandad kör a cappella
- Schlussstück för sopran och kammarensemble, text av R.M. Rilke.

### Övrigt
- Tillvaron (2014), kammaropera
- Triple Concerto (2012) för cembalo, piano, Hammondorgel och elektronik
- Calm (2014) (EAM)
- Fly or Die Trying (2013) (EAM)
- Reflections on Reflections in Water (2011) (EAM och live-elektronik)

### Filmmusik
- Bang Bang (2023) (dir. Vincent Grashaw)

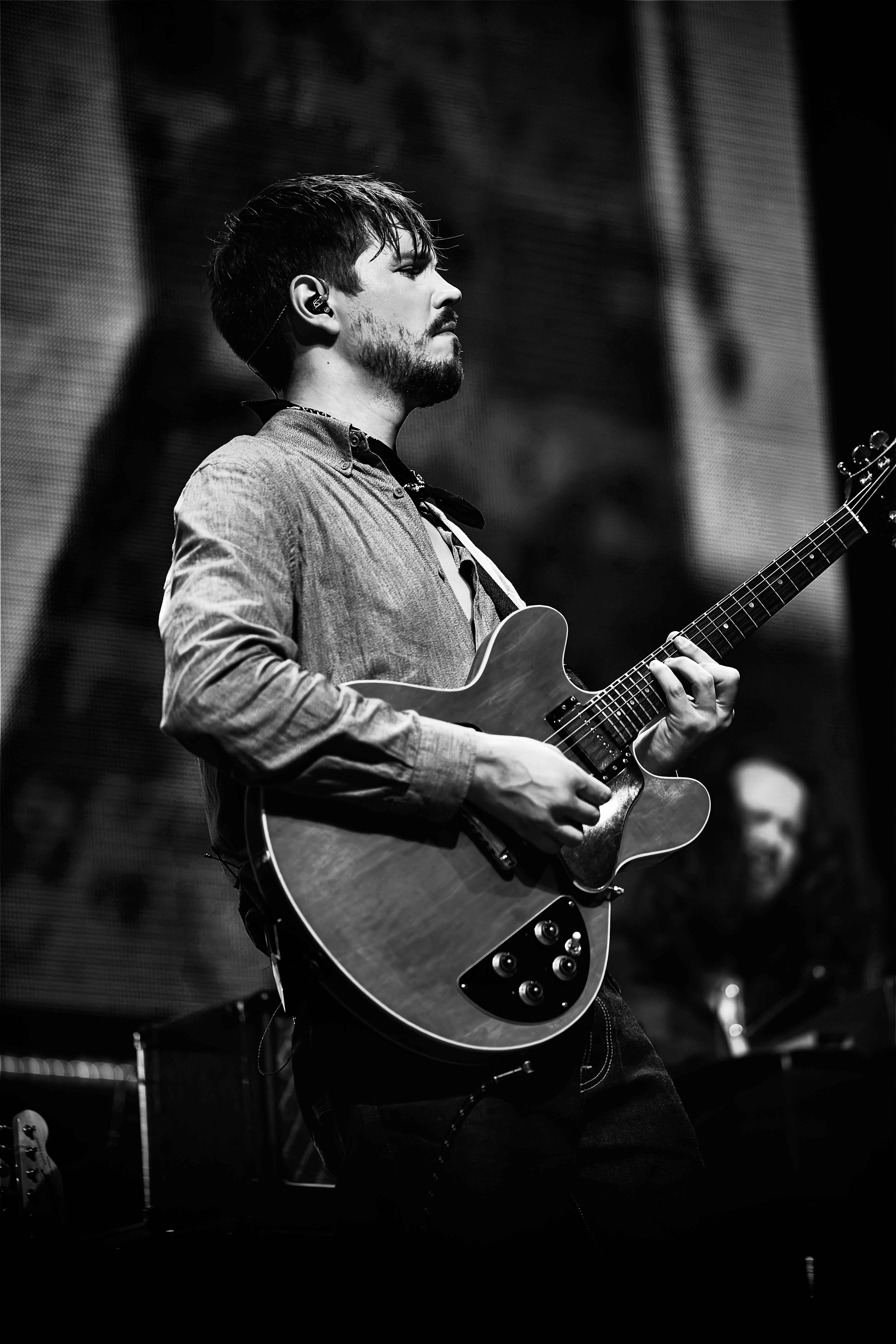
Simon Söfelde på scen på tele2 arena

- After Work (2023)
- Rymdskrot[17] (Fröken Julie) (2013)

## Diskografi (urval)

### Som arrangör och producent
- Tilde - Anywhere but here (2025), Vacanze Records
- Arvid Nero - Just idag är jag stark (2025)[18], Mayfly Recordnings
- Albin Lee Meldau - Hommage på svenska (2023)[19], Sony Music Entertainment Sweden AB / Mayfly Recordings (arrangemang och kompositioner)
- Orchestral Awakenings (2023), Catapult Music/BMG
- Albin Lee Meldau - På svenska (2020), Sony Music Entertainment Sweden AB
- Albin Lee Meldau - Merry Little Christmas EP (2019), Sony Music Entertainment Sweden AB
- The Magnolia - First Time (2015), SwingKids

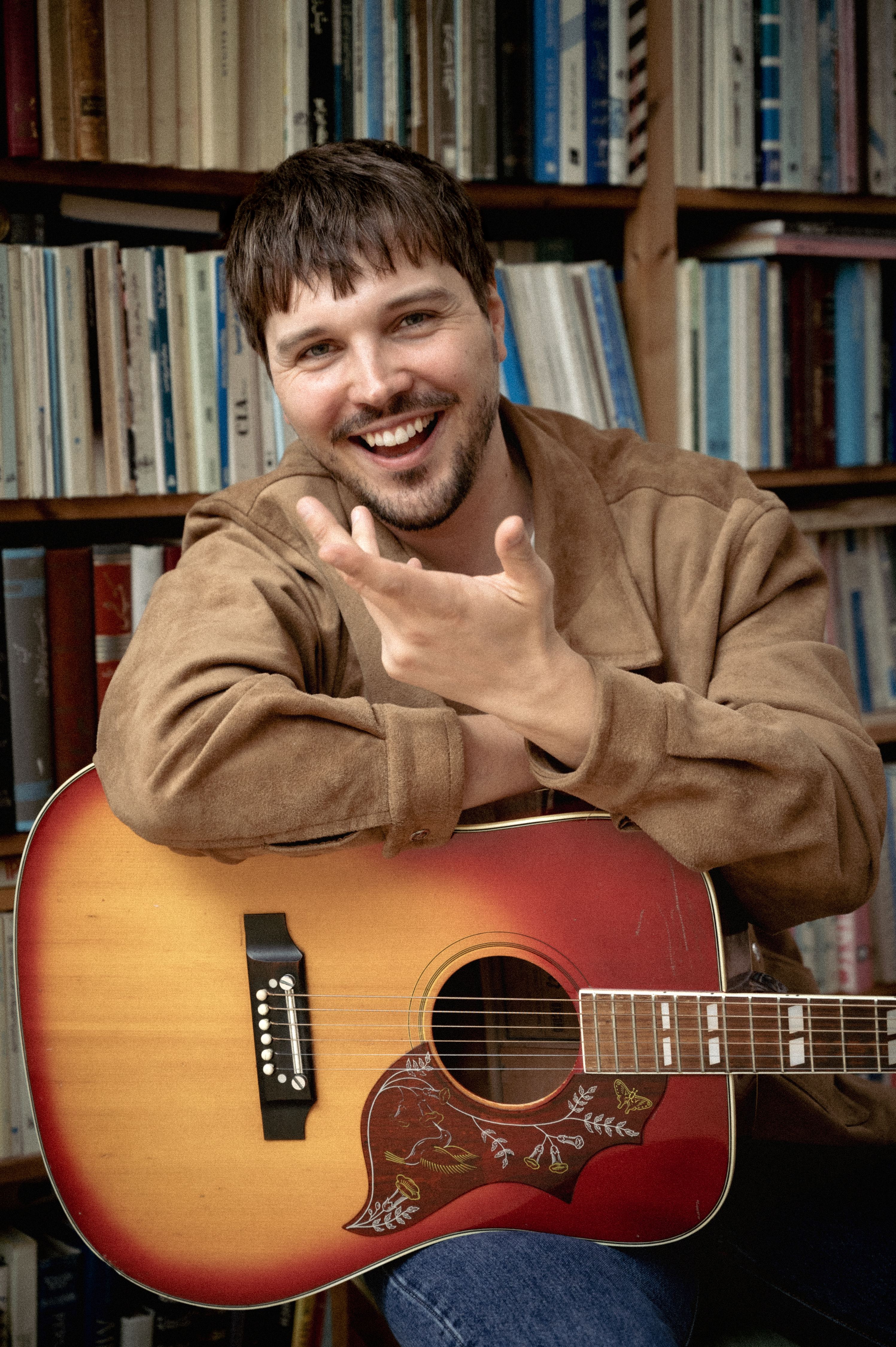
Söfelde vid studioinspelning i Göteborg 2023

### Som musiker
- Tilde - Pink Moon (2021), Vacanze Records
- Albin Lee Meldau - På svenska (2020), Sony Music Entertainment Sweden AB
- Tilde - Call My Name (2020), Vacanze Records
- The Beautiful Swedes - Applications (2020), independent
- The Beautiful Swedes - Mist To Clear (2019), independent
- Albin Lee Meldau - About You (2019), Sony Music
- Tilde - Nothing Gold Can Stay (2018), Vacanze Records
- Diverse - Så mycket bättre tre - tolkningarna (2018), Sony Music Entertainment
- Diverse - Christmas Rules vol 2 (2017), Capitol Records
- Albin Lee Meldau - Bloodshot - EP (2017), Sony Music Entertainment Sweden AB
- Ivanna - Leaving Town (2017), Bakery Allstars Recordings
- Albin Lee Meldau - Lovers - EP (2017), Sony Music Entertainment Sweden AB
- Ivanna - The Broadway Show (2016), Bakery Allstars Recordings

## Utmärkelser och erkännanden
- Första pris, Fidelio Piano Composition Competition (2023)
- Tredje pris, She Lives Budapest Prize International Composition Competition (2023)
- STIM-stipendiat 2018, 2021